# Louis de Pourcet de Sahune
Louis de Pourcet de Sahune est un homme politique français né le 28 janvier 1807 à Strasbourg (Bas-Rhin) et mort le 28 septembre 1893 à Obernai (Bas-Rhin).

## Biographie
Militant libéral sous la Restauration, il devient auditeur au Conseil d’État en 1833 et maitre des requêtes en 1841. Il est député de la Corrèze de 1839 à 1848, siégeant dans la majorité soutenant les ministères de la monarchie de Juillet.

## Sources
- « Louis de Pourcet de Sahune », dans Adolphe Robert et Gaston Cougny, Dictionnaire des parlementaires français, Edgar Bourloton, 1889-1891 [détail de l’édition]